# 프란체스코 일리

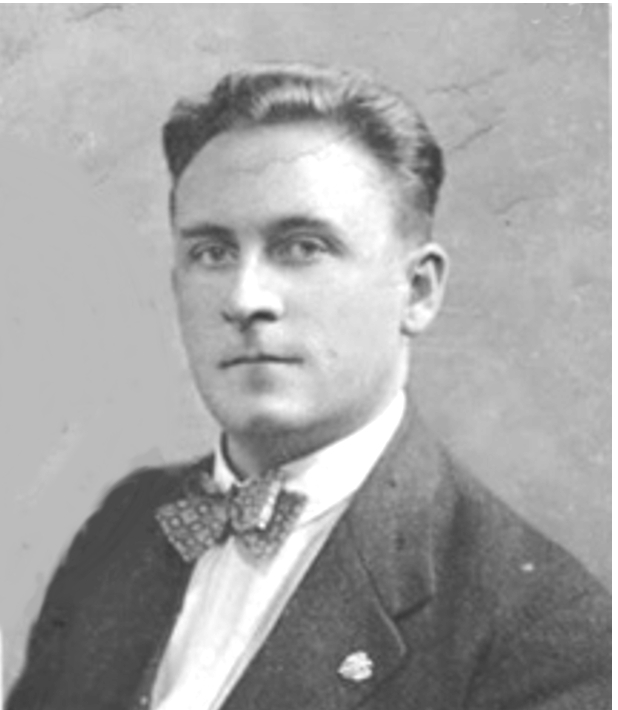
프란체스코 일리

프란체스코 일리(Francesco Illy, 헝가리어: Illy Ferenc 이 페렌츠[*]), 1892, 테미슈바르, 오스트리아-헝가리 ~ 1956, 트리에스테, 이탈리아)는 헝가리 금융 회계사, 회계 장부 담당자이며 일리카페를 설립한 커피 기계 발명가이다.
일리는 테메슈바르에서 자랐으며, 경제학을 공부했다. 고등학교 졸업 후, 비엔나로 가서 2개의 큰 트랜실배니아 회사에서 일했다. 22살에 오스트리아-헝가리 군대에 징집되어, 1914년부터 근무하여, 1차세계대전의 거의 모든 전선에 투입되었다. (크라스닉 전투 와 이손조 전투에서 싸움.)
전쟁 후, 여동생(또는 누나)과 트리에스트에 머물렀다. 그리고 곧 트리에스트 출신 여자와 결혼. 코코아와 커피빈 로스팅을 다루는 회사들 관련하여 일을 하게 되었다. 나중에 그는 갓 볶은 커피의 품질을 유지하는 그만의 방법을 발명했다.(그래서 그의 발명 덕분에, 다른 곳으로 배달 할 때마다 볶을 필요없이, 미리 볶아 포장, 손쉽게 배달을 할 수 있었음.)
그는 하우스브란트라는 현지 커피 생산업체와 동업자 관계를 형성하였다.
그는 1933년에 일리카페를 설립하고 수증기 대신에 가압수를 사용한 첫 자동 커피 기계를 발명했다. 그리고 "일레타"라는 기계가 오늘날의 에스프레소 기계의 시초가 된다.
"음식 화학자"인 그의 아들, Ernesto Illy(1925-2008)가 커피회사의 경영권을 인계 받아, 현재는 일리가문의 3세대가 운영하고 있다.